# Großsteingrab Egegård
Das Großsteingrab Egegård war eine megalithische Grabanlage der jungsteinzeitlichen Nordgruppe der Trichterbecherkultur im Kirchspiel Asminderød in der dänischen Kommune Fredensborg. Es wurde im 19. oder frühen 20. Jahrhundert zerstört.

## Lage
Das Grab lag südöstlich von Søholm By auf einem Feld. In der näheren Umgebung gab es zahlreiche weitere megalithische Grabanlagen.

## Forschungsgeschichte
Im Jahr 1884 führten Mitarbeiter des Dänischen Nationalmuseums eine Dokumentation der Fundstelle durch. Bei einer weiteren Dokumentation im Jahr 1942 waren keine baulichen Überreste mehr auszumachen.

## Beschreibung
Die Anlage besaß eine runde Hügelschüttung unbekannter Größe. Von der Umfassung waren 1884 noch mehrere Steine vorhanden. Im Nordwestteil des Hügels befand sich eine nordnordost-südsüdwestlich orientierte Grabkammer, die wohl als Dolmen anzusprechen ist. 1884 war von ihr noch der 2,2 m lange Wandstein an der westnordwestlichen Langseite erhalten. Der damalige Grundstücksbesitzer konnte sich zudem an zwei zerstörte Abschlusssteine an den Schmalseiten erinnern.